# Sea Lake
Sea Lake est une ville de l'état de Victoria en Australie, située dans le Comté de Buloke à 5 km au sud du lac Tyrrell, à 350 km au nord-ouest de Melbourne.
Sa population était de 640 habitants en 2016.